# ヘロニモ・デ・セバリョスの肖像
『ヘロニモ・デ・セバリョスの肖像』（西: Retrato de Jerónimo de Cevallos、英: Portrait of Jerónimo de Cevallos）は、クレタ島出身のマニエリスム期のスペインの巨匠エル・グレコが晩年の1613年に制作したキャンバス上に油彩で制作した肖像画である。元来、エル・パルド宮殿のアルコ公爵の別邸 (Quinta del Duque del Arco) に掛けられていたが、現在はマドリードのプラド美術館に所蔵されている。

## 作品
作品は、エスカロナ出身の著名な自然法の法律家ヘロニモ・デ・セバリョスを描いている。彼はサラマンカ大学で法律を学んだ人物で、1600年ごろに秘書および評議員としてトレドに定住した。「モーラ伯爵の学院 (Academy of the Count of Mora)」といわれた、トレドの知的、文学的サークルの重要人物が出席した討論会のメンバーでもあった。本作の人物がヘロニモ・デ・セバリョスだと特定されたのは、セバリョスの著作『Tractatus de cognitione per viam violentiae in causis Ecclesiasticis』に載せられているペドロ・アンヘル (Pedro Ángel ) 作の同時代のエングレービングによる。いくつかの情報源によると、彼はエル・グレコの息子ホルヘ・マヌエル・テオトコプリの芸術庇護者、保護者であった。
本作は間違いなくエル・グレコの肖像画中の傑作であり、彼の技術だけでなく人物に対する非常な繊細さも示している。巨大な襞襟はやや気取っているように見える一方で、揺らめくような輪郭線と大まかに描かれた顔立ちは、ヘロニモ・デ・セバリョスの尊厳と平穏さを伝えている。なお、本作の無地の背景は、ティツィアーノとヴェネツィア派に影響を受けている。